# Brian F. G. Johnson
Brian Frederick Gilbert Johnson (Northampton (Northamptonshire), 11 de setembro de 1938) é um químico britânico.
Foi professor de química da Universidade de Cambridge.
Em março de 1991 foi eleito Membro da Royal Society.